# Estudi op. 10, núm. 7 (Chopin)

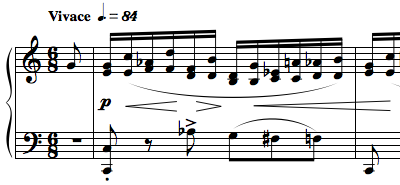
Fragment de l'Estudi op. 10, núm. 7

L'«Estudi op. 10 núm. 7», en do major, és un dels dotze Estudis op. 10 per a piano compostos per Frédéric Chopin al voltant dels anys 1830-1832; foren publicats el 1833. El tempo, vivace, indica una velocitat de reproducció animada/ràpida.

## Estructura
Com en la majoria dels altres estudis, el núm. 7 consta de tres seccions. El primer tema, en do major, és seguit per un segon tema curt en re major, que retorna al primer tema. És un exercici d'intervals, amb la mà dreta en constant canvi de terceres menors a sisenes augmentades, en un ritme ràpid de semicorxeres, mentre que la mà esquerra executa un senzill baix que fa l'acompanyament harmònic.

## Tècnica
Aquest estudi fa treballar sobretot la mà dreta. Fent-li practicar bàsicament terceres, sisenes i quartes, convinades/alternades fet que demana exercir uns bons i precisos moviments de canell. Per arribar a ser melòdicament agradable, aquest estudi exigeix una tècnica especial, ja que la interpretació de la seva línia melòdica no és tan fàcil com en els estudis més populars de Chopin. En conseqüència, no és una peça que s'interpreti habitualment en el repertori de concerts. No obstant això, hi ha experts com Abby Whiteside, que destaquen aquest estudi per la seva estructura i una execució desafiant. Afirma que és impossible interpretar-lo sense seguir la tècnica que exigeix la seva execució; exigeix que cada nota s'interpretarà amb l'acció dels braços.